# سبرينغ باي (إلينوي)
سبرينغ باي (بالإنجليزية: Spring Bay)‏ هي معلم جغرافي تقع في الولايات المتحدة في مقاطعة وودفورد، إلينوي.

## الموقع الجغرافي
الموقع الجغرافي للمناطق المحيطة بهذه النقطة هو كالتالي: